# 3GPP2
3rd Generation Partnership Project 2 (3GPP2), česky Partnerský projekt 3. generace 2, je projekt spolupráce mezi telekomunikačními sdruženími s cílem vytvořit globálně použitelný standard mobilního telefonního systému třetí generace (3G) v rámci projektu Mezinárodní telekomunikační unie (ITU) IMT-2000. V praxi je 3GPP2 standardizační skupina pro vývoj CDMA2000, což je sada 3G standardů vycházejících ze starší technologie cdmaOne 2. generace.
Partneři v projektu zahájeném v prosinci 1998 jsou ARIB/TTC za Japonsko, China Communications Standards Association za Čínu, Telecommunications Industry Association (TIA) za Severní Ameriku a Telecommunications Technology Association Archivováno 8. 4. 2015 na Wayback Machine. za Jižní Koreu.
3GPP2 pracovalo také na projektu Ultra Mobile Broadband (UMB), který měl být následníkem CDMA2000 čtvrté generace. V listopadu 2008 však firma Qualcomm, která byla hlavním hybatelem UMB, oznámila ukončení vývoje technologie UMB ve prospěch LTE.
Přes podobný název nelze zaměňovat 3GPP2 a 3GPP; zatímco 3GPP je standardizační organizace stojící za vývojem UMTS, který je 3G vylepšením GSM sítí, 3GPP2 je standardizační organizace vyvíjející konkurenční 3G standard CDMA2000, který je 3G vylepšením cdmaOne sítí používaných především ve Spojených státech (a do určité míry také v Japonsku, Číně, Kanadě, Jižní Koreji a Indii).
Ve většině zemí světa se používá rodina standardů GSM/GPRS/EDGE/W-CDMA, která je nejrozšířenější sadou standardů mobilních telefonů na světě. Několik zemí (jako například Čína, Spojené státy, Kanada, Indie, Jižní Korea a Japonsko) používá kromě této sady standardů i standardy CDMA2000.